# Stomia

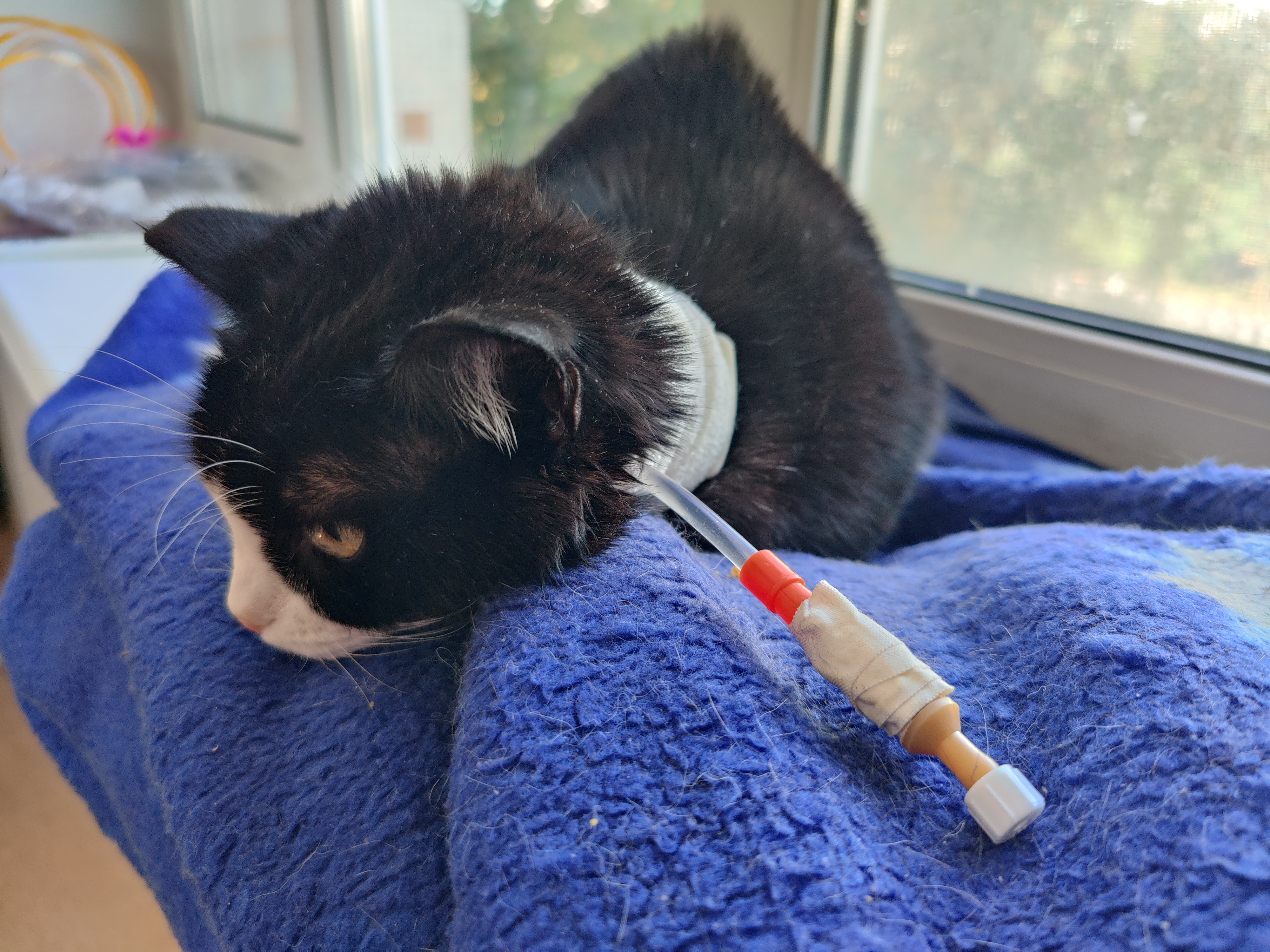
Esofagostomia in un gatto

Il termine stomia (dal greco: "στόμα"= bocca), utilizzato quasi esclusivamente come suffisso, indica generalmente l'intervento chirurgico volto a praticare un'apertura a livello dell'addome per consentire l'espulsione di feci o urina dall'organismo nei casi in cui l'apparato digerente o urinario non siano più in grado di svolgere tali funzioni autonomamente.

## Tipologie
- Colostomia: consiste nell'abboccamento all'esterno del colon nella parte sinistra dell'addome a seguito di chirurgia oncologica. È la più facile da gestire per il paziente perché le feci, già private di parte dell'acqua che contenevano, sono più formate. Questo permette di educare il paziente ad avvertire lo stimolo dell'evacuazione e con il tempo poter essere in grado di svuotare il colon, con l'ausilio della sacca, a orari abbastanza regolari per poter avere una vita meno condizionata dal problema che li affligge. Si può ricorrere anche all'uso di clisteri evacuativi per facilitare il compito all'intestino che con il tempo e la costanza normalizzerà il funzionamento in modo regolare.
- Ileostomia: consiste nell'abboccamento all'esterno dell'ileo alla cute della parete addominale anteriore a seguito di interventi di chirurgia addominale (oncologica, per malattie infiammatorie intestinali, in seguito a traumi o sepsi). Si distinguono ileostomie laterali (o derivative) in cui la stomia devia all'esterno il contenuto intestinale senza che a valle vi sia un'interruzione della continuità intestinale, e stomie terminali in cui la stomia comunica esclusivamente con l'esterno per interruzione a valle della normale percorso naturale verso l'ano. La gestione di questa stomia è più complessa in quanto le feci sono meno formate, quindi molto liquide e la presenza di enzimi proteolitici può generare arrossamento dell'abboccamento dell'intestino verso l'esterno. La pulizia deve essere molto accurata e nell'applicare la sacca si deve fare attenzione a non posizionarla troppo lenta altrimenti ci sarà una sicura fuoriuscita delle feci che appunto possono irritare la stomia. Il posizionamento non deve essere nemmeno troppo stretto altrimenti la stomia viene strozzata e viene meno l'irrorazione sanguigna con conseguente necrosi dei tessuti. Le sacche per le stomie sono di due tipi: monopezzo e a due pezzi (parte adesiva più sacca). La loro applicazione deve essere valutata anche in base al fatto che il paziente sia allettato o meno. Sostituire sempre la sacca quando è piena per due terzi per evitare che il peso la stacchi. Per ovviare al cattivo odore per la formazione di gas oggi è possibile trovare in commercio sacche dotate di filtri, rimane comunque importante un'adeguata alimentazione.
- Urostomia: le derivazioni urinarie, definite urostomie, sono realizzate applicando diverse tecniche chirurgiche, che permettono la fuoriuscita delle urine all'esterno o direttamente dagli ureteri (ureterocutaneostomia singola o doppia) o tramite l'utilizzo di un segmento intestinale opportunamente isolato (Bricker).